# タイガー・フラワーズ
タイガー・フラワーズ（Tiger Flowers、本名：セオドア・フラワーズ、1895年8月5日 - 1927年11月16日）は、アメリカ合衆国の元プロボクサー。ジョージア州カミール出身。元世界ミドル級王者。1993年、国際ボクシング殿堂入り。

## 略歴
- ボクサーとなる前は教会の執事で、温厚な人柄。
- 1918年、デビュー。
- 1926年2月26日、世界ミドル級王者“人間風車”ハリー・グレブに挑戦、178センチの長身を利したスピーディなファイトで判定勝ちし、黒人ボクサーとして初めて世界ミドル級チャンピオンになった[1]。同年8月19日のリターン・マッチでもグレブを破って初防衛に成功したが、同年12月3日、“トイ・ブルドッグ”ミッキー・ウォーカーに敗れ、王座陥落。
- 1927年11月16日、ニューヨーク州ニューヨークの病院で眼疾の手術の失敗により死去。

## 通算戦績
115勝（49KO）13敗14無判定1無効